# Shuttle (Lagertechnik)
Ein Shuttle (auch Kanalfahrzeug oder Satellitenfahrzeug) ist ein Gerät zur automatischen Bedienung von Kanallagern (Satellitenlagern).

## Anwendung im Kanallager
Kanallager sind Regallager für Stückgut, bei denen in den einzelnen Fächern mehrere Ladeeinheiten hintereinander stehen. Die Fächer werden Kanäle genannt und können bis zu 30 Ladeeinheiten aufnehmen. Gegenüber Standard-Regalen mit einer Ladeeinheit pro Fach haben Kanallager eine höhere Packungsdichte, da der Volumenanteil für Bediengassen geringer ist. Sie werden oft in Tiefkühllagern eingesetzt, wo der zu kühlende Raum möglichst klein sein soll bzw. einen möglichst hohen Volumennutzungsgrad aufweisen soll. Gegenüber Durchlaufregalen, in denen die Ladeeinheiten auf geneigten Rollenleisten stehen und gegenüber Rollpaletten-Systemen haben sie den Vorteil, dass sich im Regal keine beweglichen Teile befinden. 
Das Shuttle wird von einem Umsetzgerät vor den jeweiligen Kanal gefahren. Dort fährt es in ein Schienenprofil ein, das gleichzeitig die Ladeeinheiten trägt. Das Auslagern erfolgt durch Unterfahren und Anheben der Ladeeinheit. Das Umsetzgerät ist in der Regel ein modifiziertes Regalbediengerät, aber auch Lösungen mit Gabelstapler oder Verschiebewagen existieren. 
Zur Energieversorgung ist das Shuttle entweder über ein Schleppkabel mit dem Umsetzgerät verbunden oder es verfügt über einen integrierten Energiespeicher (Batterie oder PowerCap) und kann dadurch innerhalb eines Kanals energie-autark, also unabhängig vom Umsetzgedrät, fahren. Die Ladeeinheiten sind zum überwiegenden Teil Paletten, spezielle Lösungen gibt es z. B. für Behälter oder für Papiercoils. 
Da je Kanal nur auf die vorderste Ladeeinheit zugegriffen werden kann (LIFO-Prinzip), werden die Kanäle in der Regel sortenrein befüllt. FIFO kann dann umgesetzt werden, wenn Kanäle wechselweise als Ein- und Auslagerkanal betrieben werden, was den Volumennutzungsgrad reduziert, oder wenn auf beide Kanalenden zugegriffen werden kann. Bei geringer Ein-/Auslagerleistung ist über den Umweg von Umlagerungen auch ein wahlfreier Einzelplatz-Zugriff möglich. Da für die Umlagerungen freie Plätze vorhanden sein müssen, ergibt sich ein geringerer Füllungsgrad als bei Standard-Regalen.

## Varianten der Regalbedienung
Ähnlich dem Kanalfahrzeug-System wird ein kompaktes Fahrzeug mit Hilfe eines Umsetzgeräts entlang einer Regalfront verfahren und in Fahrschienen abgesetzt, die ins Regal integriert sind. Die Ladeeinheiten werden jedoch nicht in der Fahrgasse des Fahrzeugs abgestellt, sondern seitlich davon. Auf diese Weise kann auf jede Ladeeinheit direkt zugegriffen werden. In Kombination mit einer Verschieberegaltechnik ergibt sich eine ähnlich kompakte Lagerung wie bei Kanallagern. Auch diese Art von Regalbedien-Fahrzeugen ist schon in verschiedensten Ausführungen realisiert worden: mit unterschiedlichen Konzepten für Energie- und Daten-Versorgung, verschiedenen Lastaufnahmemitteln und für ein breites Spektrum an Ladeeinheiten vom Kleinbehälter über Pkw bis zum Stahlcoil.
Die Regalbedienung mit kompakten Einzelfahrzeugen hat den Vorteil, dass im Vergleich zum üblichen Regalbediengerät (RBG) der Anteil der Nutzlast an den bewegten Massen wesentlich günstiger ist, sodass Einsparungen im Energieverbrauch möglich sind. Für beide Arten von Systemen gilt auch, dass sie im Gegensatz zu Lagern mit Regalbediengerät, nicht auf quaderförmige Freiräume angewiesen sind, sondern durch Variation der einzelnen Kanal- bzw. Fahrstrecken-Längen an beliebige Baukörper anpassbar sind. Falls die Fahrzeuge nicht über ein Kabel an das Umsetzgerät gekoppelt sind, also autonom operieren können, ergibt sich der Vorteil, dass mehrere Fahrzeuge sequentiell vom gleichen Umsetzgerät bewegt werden können. In Kombination mit geeigneten Zu-/Abfördereinrichtungen sind auf diese Weise Umschlagleistungen möglich, die weit über der von konventionellen Regalbediengeräten liegen. Neben der reinen Regalbedienung können autonome Shuttle-Fahrzeuge auch dazu eingesetzt werden, über ein entsprechendes Schienensystem das Ladegut direkt aus dem Lager zum Zielort zu transportieren, um so Umschlagvorgänge einzusparen.

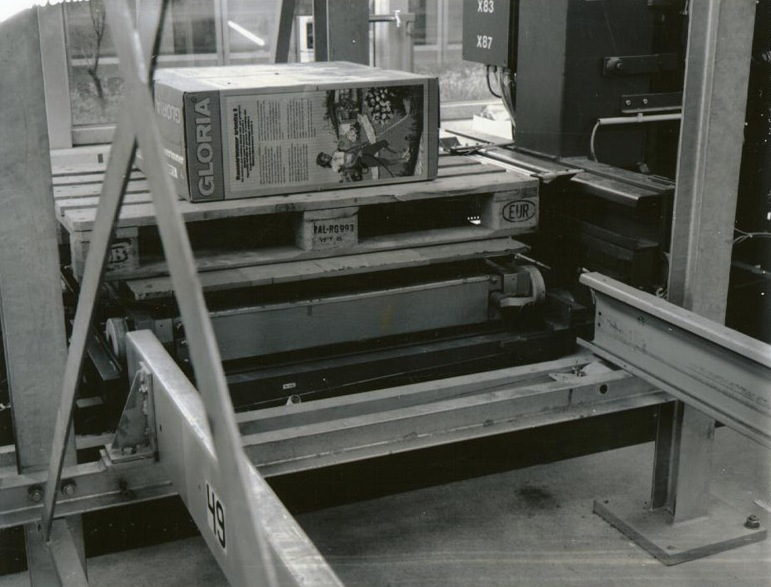
Kanalfahrzeug für Palettenlager in einer Testanlage des Fraunhofer IML, Dortmund
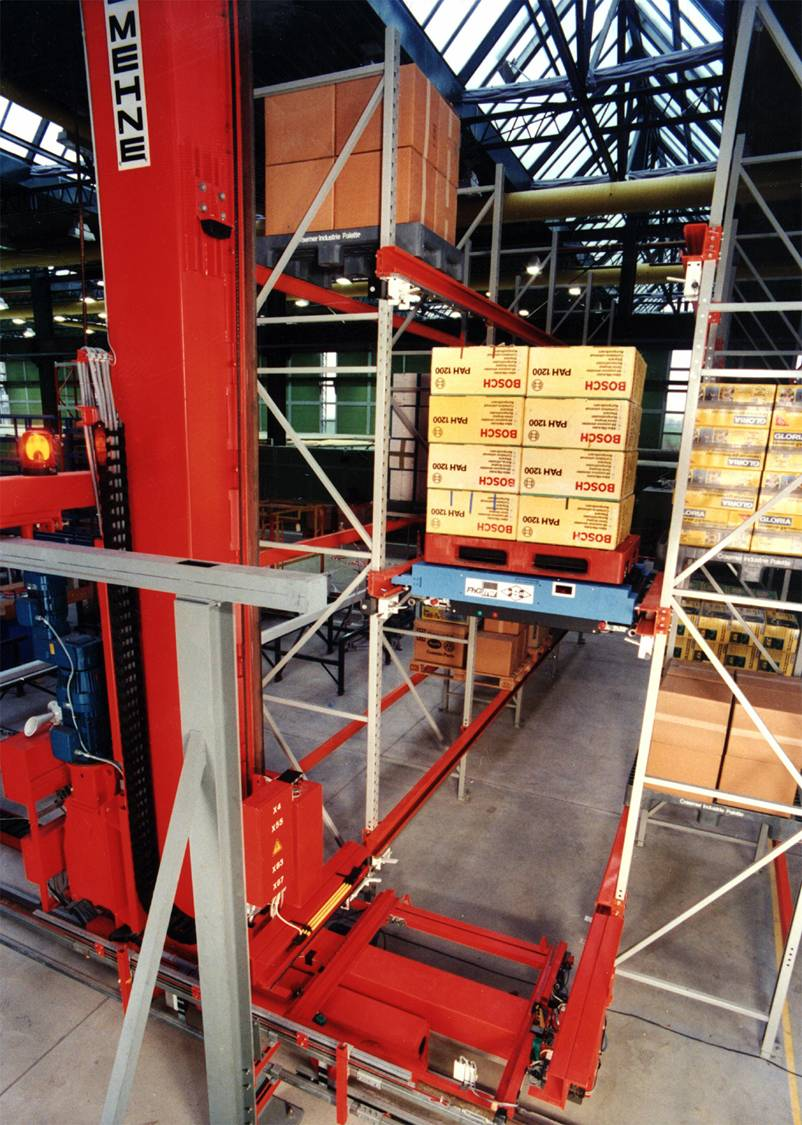
Autonomes Lagerfahrzeug (ALF) für Europaletten, Umsetzgerät im Vordergrund
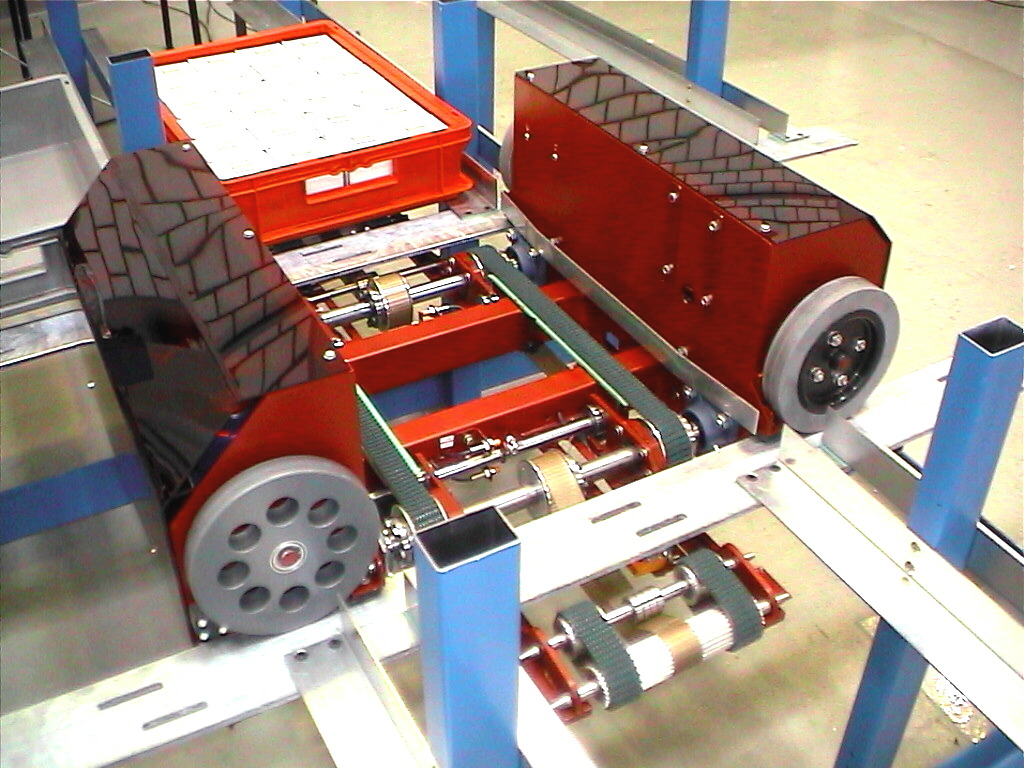
Autonomes Fahrzeug (MultiShuttle) für KLT-Lager mit seitlicher Lastaufnahme /-abgabe von Kästen
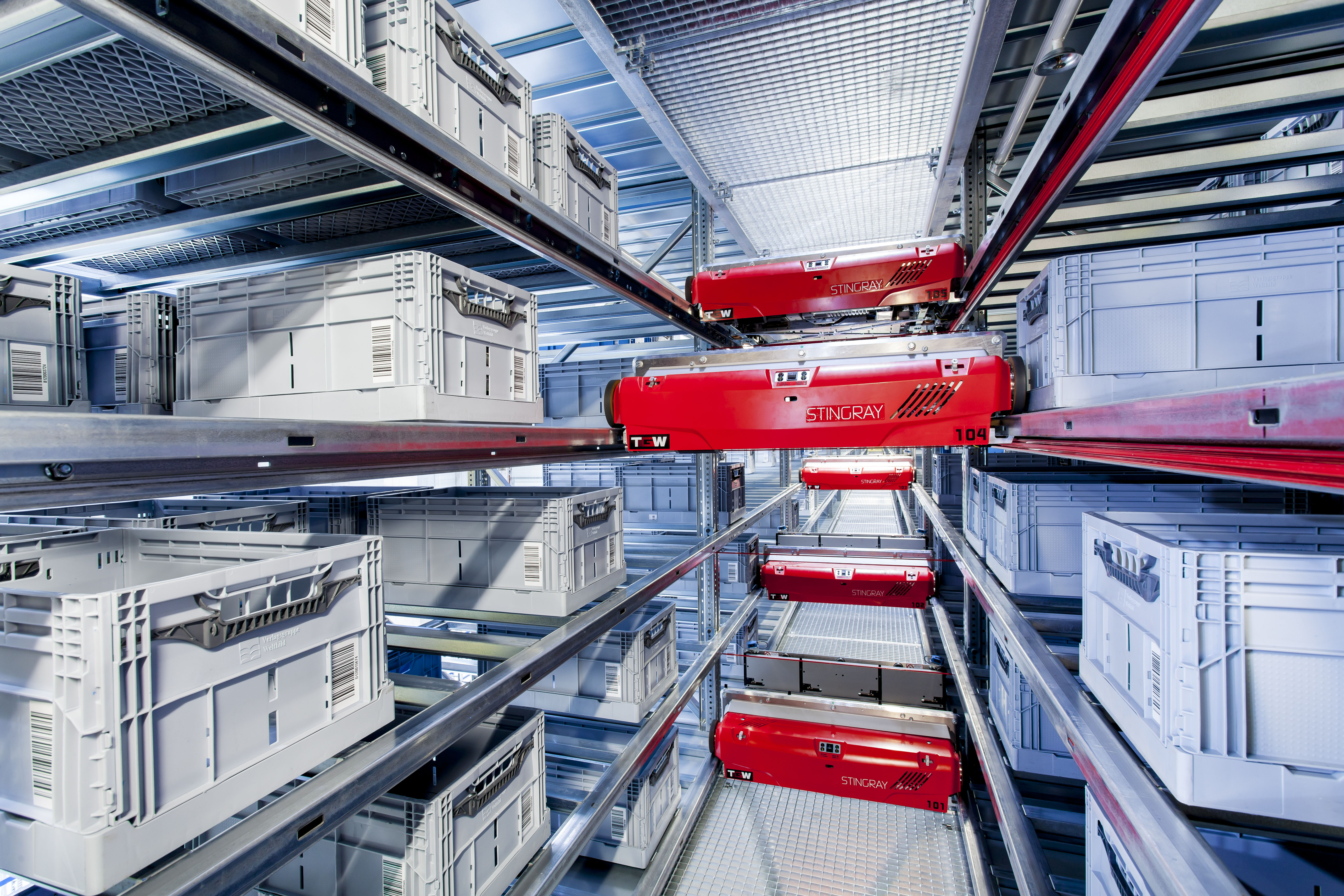
Shuttle-System für die hochdynamische Kleinteile-Lagerung in Behältern